# Nacerdes caroli
Nacerdes caroli es una especie de coleóptero de la familia Oedemeridae.

## Distribución geográfica
Habita en Bután.